# Эрнье Акош
Эрнье Акош (венг. Ákos nembeli Ernye; умер после января 1275 года) — венгерский барон и землевладелец. Он наиболее известен тем, что спас жизнь короля Белы IV после катастрофической битвы при Мохи в 1241 году. В последующие десятилетия он участвовал в различных военных кампаниях. Он возвысился в группу самых могущественных баронов во второй половине правления Белы IV, сохранив своё влияние при дворе после смерти Белы.

## Семья
Имя Эрнье (также Эрн, Эрней или Эрней) происходит от латинского варианта Иренеус. Он родился около 1225 года в венгерском клане Акош. Сын Эрдо I, который жил в графстве Бихар и был только упомянут в Regestrum Varadinense в 1220 году. Поскольку происхождение Эрдо неизвестно, нельзя связать семью Эрнье с другими ветвями влиятельного клана Акош.
У Эрнье было два брата, Альберт Великий, который служил конюшим (1270—1272), затем баном Северина (1272), и Эрдо II, ишпан графств Тольна (1272) и Тренчин (1274). Единственным сыном Эрнье от неизвестной жены был Иштван Акош, палатин Венгрии (1301—1307), который стал одним из самых могущественных олигархов во время междуцарствия после смерти короля Андраша III.

## Карьера

### Придворный рыцарь
Предполагается, что Эрнье провёл своё детство при королевском дворе, будучи членом группы так называемой" королевской молодёжи " (венг. királyi ifjak, лат. iuvenis noster), которая поддерживала монархов и играла ведущую роль в королевских военных кампаниях. Эрнье принадлежал к числу приближённых герцога Белы, который долгое время выступал против политики своего отца. Когда Бела IV взошёл на венгерский престол в 1235 году, он занял видное положение и стал верным сторонником нового монарха . Поскольку он происходил из относительно бедной ветви клана Акош, его единственной надеждой была военная служба при королевском дворе, чтобы подняться в социальной иерархии. В результате он не подчёркивал своё происхождение в исторических документах, а также принял свой собственный герб, который, по-видимому, имел больше престижа, чем его унаследованные знаки отличия. Эрнье сознательно отделял себя от клана и подчёркивал свои титулы и достоинства, которые были приобретены его собственной властью.
Эрнье Акош впервые упоминается в исторических хрониках и актах в 1241 году. Во время монгольского вторжения в Европу он участвовал в битве при Мохи в качестве тяжеловооружённого рыцаря под знаменем монарха 11 апреля 1241 года, где венгерская армия потерпела сокрушительное поражение, и многие дворяне и прелаты были убиты. Согласно Венгерской иллюстрированной хронике, во время бегства с поля боя Эрнье спас жизнь короля Белы IV, передав ему свою полную силу лошадь. Затем Эрнье начал сражаться с преследующими монголами, чтобы сдержать их, в то время как сам Бела IV и его эскорт бежали к Прессбургу (сегодня Братислава, Словакия). Хотя он был серьёзно ранен, защищая бегущего короля, он сумел оправиться и последовал за своим королём в изгнание в крепость Клис, где он шпионил для своего сюзерена в стане врага.
После ухода монголов в 1242 году Эрнье Акош стал одним из самых стойких и надёжных сторонников Белы IV в ходе последующего переустройства и структурной реорганизации Венгерского королевства. Он получил большое количество земли в графствах Хевеш и Боршод. Эрнье получил разрешение построить и укрепить замок Дедеш, который стал центром его поместий. Несмотря на это, нет никаких записей о том, что он получил какие-либо официальные должности сразу после нападения монголов.
Эрнье Акош сражался в королевской армии в войне против Австрии в 1246 году и участвовал в битве на реке Лейте, где был убит герцог Фридрих Сварливый. В этой битве Эрнье убил своим копьём «знаменитого австрийского рыцаря» и подарил его отрубленную голову венгерскому королю. Он также принимал участие в кампании против Австрии в 1250 году, когда Бела совершил грабительский набег на Австрию и Штирию летом 1250 года, в отместку за прежнее австрийское вторжение в Венгрию. Эрнье участвовал в осадах Вальтерсдорфа и Кирхшлага. Впоследствии Эрнье дрался на дуэли с австрийским рыцарем Вернхардом Прюсселем, капитаном Нижней Австрии и сеньором Химберга. Эрнье столкнул его с коня своим копьём, мгновенно убив его. После этого венгерские войска осадили и захватили замок.

### Крупный барон
Эрнье был назначен конюшим в 1250 году и занимал эту должность до 1251 года. Он также служил в качестве ишпана графства Вараждин в 1251, графства Боршод в 1254 и графства Ваш в 1256 годах.
В подлинной хартии, изданной в 1261 году, он упоминается как «бывший бан Трансильвании» (лат. banus quondam Transiluanus), поэтому он занимал должность воеводы Трансильвании где-то до этого года. Последним известным должностным лицом был Лоуренс, который действовал в качестве воеводы в течение 10 лет между 1242 и 1252 годами, но нет никаких доказательств того, что Эрнье уже занимал эту должность с 1252 года. Согласно историку Дьюле Кристо, необычный титул Эрнье («бан Трансильвании») отражал недолговечную концепцию реформы, когда Трансильвания предоставила бы аналогичную автономную муниципальную систему, такую как Банат Славонии. Монгольская армия, атаковавшая южные районы Трансильвании, была разбита воеводой Эрнье в 1260 году. Позднее в том же году, как сторонник Белы IV, он, по-видимому, был уволен старшим сыном короля Иштваном, который только что принял Трансильванию с титулом герцога. Однако это действие герцога было результатом возникшей напряжённости между Белой и Иштваном, а не из-за какой-либо враждебности между герцогом и Эрнье.
В это время отношения Белы со своим старшим сыном и наследником Иштваном стали напряжёнными, что вызвало гражданскую войну, продолжавшуюся до 1266 года. После короткого конфликта Бела IV и его сын разделили королевство, и Иштван получил земли к востоку от Дуная в 1262 году. Эрнье оставался верным и преданным сторонником короля Белы IV, Несмотря на то, что большая часть его владений находилась на территории владений герцога Иштвана. В результате он перенёс центр своих владений в Фузито в графстве Комаром, оставив свои земельные владения в графстве Боршод. Местный сторонник герцога Иштвана Панит Мишкольц попытался воспользоваться ситуацией и приобрёл несколько земель в графстве с разрешения Иштвана. Соперничество между двумя кланами продолжалось до 1281 года, и менее интенсивно — до конца XIII века.
Бела IV назначил Эрнье Акоша в качестве ишпана графства Нитра в 1263 году. Из-за продолжительной осады Фекетехалома палатин Генрих Кесеги отправил Эрнье с армией куманов на Тисантул, чтобы помешать контрнаступлению герцога Иштвана. Сражение произошло где-то к западу от Варада (современная Орадя, Румыния) в феврале 1265 года. Эрнье Акош потерпел серьёзное поражение и сам был захвачен врагом, Петером Чаком. Согласно королевской хартии, Петер Чак лично победил Эрнье Акоша во время поединка. В другом документе говорится, что его давний соперник Панит Мишкольц представил скованного узника Эрнье в герцогу Иштвану после сражения. Король не назначил нового ишпана, пока Эрнье находился в плену, и после битвы при Исасеге в марте 1265 года Бела был вынужден признать власть своего старшего сына Иштвана в восточных частях королевства. 23 марта 1266 года отец и сын подтвердили мир в монастыре Пресвятой Богородицы на острове Маргит и Эрнье Акош, среди прочих, был освобождён из плена.
После освобождения Эрнье Акош исполнял функции королевского судьи с 1267 по 1269 год и, возможно, до 1270 года на основе информации, касающейся его заместителя. Кроме того, он также действовал как ишпан графства Ваш. После смерти короля Белы IV и вступления на престол Иштвана V в 1270 году Эрнье Акош не утратил своего политического влияния, несмотря на более ранние конфликты с новым королём. Об этом свидетельствует тот факт, что он смог принять участие в военной кампании нового монарха против короля Чехии Оттокара II в том же году. Иштван V назначил его ишпаном графства Вараждин в 1271 году и снова в 1272 году, а также он служил в качестве главы казначейства и ишпана графства Шомодь в 1272 году.
Внезапная смерть короля Иштвана V и последующая коронация его десятилетнего сына Ласло IV в августе 1272 года позволили Эрнье Акошу стать одним из самых могущественных баронов в королевстве. Во времена малолетства Ласло Куна многие группы баронов — прежде всего Чаки, Кесеги и Гуткеледы — боролись друг с другом за верховную власть. По словам венгерского историка Енё Сюча, старые бароны, которые были сделаны палатинами и другими главными должностными лицами, такими как Дениш Печ, Эрнье Акос и Роланд Ратот, в течение первых пяти лет правления короля Ласло считались устойчивыми фигурами при дворе. Невозможно решить, к какой баронской группе принадлежал Эрнье Акош. Его влияние ещё более возросло в ноябре того же года, когда был убит герцог Мачвы Бела, и бароны разделили между собой территорию герцогства Мачва. Эрнье Акош получил титул бана Усоры в 1273 году, заменив Генриха I Кесеги из клана Хедер . В конце своей жизни Эрнье Акош служил в качестве королевского судьи и ишпаном графства Шатмар с сентября по 31 декабря 1274 года. Согласно некоторым источникам, он занимал этот пост также в 1275 и 1278 годах, но это маловероятно, поскольку большинство источников указывают, что он умер вскоре после января 1275 года.

### Его землевладения
После раздела поместий в пределах клана Акош в первой трети XIII века, Эрде и его сын Эрнье владели частями Палеи, Чаланос и Альба в графстве Бихар и Мерк в графстве Шатмар. Ветвь Эрнье всё ещё владела этими деревнями и землями на рубеже XIII—XIV веков. Первый документально подтверждённый захват земли Эрнье был осуществлён в 1248 году, когда поместье Череп было незаконно захвачено у Эгерского епископства. Вместо того, чтобы наказать своего подданного, король Бела IV вернул Череп епископу Ламперту Хонт-Пажманю и «компенсировал» Эрнье Акошу королевским поместьем Эчег. Тем не менее, право собственности на Череп стало предметом споров между епархией Эгера и кланом Акош в ближайшие десятилетия. Эрнье получил землю Теребес в графстве Шатмар (современная часть Мэргинени, Бакэу в Румынии) в июле 1251 года . Спустя несколько месяцев, когда он уже служил в качестве ишпана графства Вараждин, он стал владельцем четырёх неопределённых «славонских деревень» в этом графстве, в ноябре 1251 года.
Количество земель Эрнье быстро росло в графстве Боршод, избранном им центром своей деятельности. В период между 1247 и 1254 годами он приобретал замок Дедеш. Строительство форта первоначально было начато местными воинами замка, но их деньги закончились. После финансовых трудностей они продали треть земли местному могущественному роду Мишкольц. К 1254 году Эрнье Акош владел теперь уже полностью законченным замком. Фюле Мишкольц, проректор Загреба, и его семья продали свои несколько земель в графстве Боршод в то же самое время, и переместили свои интересы в графство Валко в Славонии. После монгольского нашествия в графстве Боршод были возведены только два замка: замок Дедеш, принадлежащий Эрнье, и замок Фюзерке, принадлежавший Эгерскому епископству. В 1254 году король Бела IV подарил ему деревню Малуи, которая лежала рядом с замком Эрнье. До 1255 года он также приобрёл Ковеш и Петервашару в графстве Хевеш. Когда он служил в качестве ишпана графства Бач в 1256 году, он владел неопределённым поместьем, которое граничило с Чорогом.
В последующие годы Эрнье Акош был пожалован поместьями Диошдьер, Фелбарка, Хети и Кондо в графстве Боршод, в дополнение к Хернаднемети в графстве Земплен и Бесерменителек (в настоящее время — Хайдубёсёрмень) в графстве Сабольч. Он уже владел Диошдьёром после 1261 года, который тогда упоминался как «земля принадлежит замку Боршод». Несколько названий мест, окружающих Диошдьер (например, Erenyő, Bánfolyás, Kis-Erenyő; в настоящее время все в Мишкольце) сохранил имя владельца Эрнье Акоша до наших дней. Возможно, Эрнье уже построил небольшой форт в Диошдьере, который стал основой будущего замка. До 1265 года Эрнье подарил деревни Казинц, Любна и Харица своему фамильяру, некому Александру.
Его единственный сын, Иштван Акош (ок. 1260—1315), продолжил политику своего отца по приобретению земли и основал доминион в последние десятилетия XIII века, основанный на поместьях его отца, которые состояли примерно из тридцати деревень, окружающих замки Дедеш и Диошдьёр . Иштван управлял де-факто независимо графством Боршод, вклинившись между территорией Матуша Чака (северо-западные графства) и владениями Амадея Аба (северные и северо-восточные графства королевства). Род Акош узурпировал королевские прерогативы в своём владении, например, он даровал земли и дворянство своим последователям. Иштван Акош управлял своими владениями из каменного замка Диошдьёр.